# 애디슨 와이먼
애디슨 P. 와이먼(영어: Addison P. Wyman, 1832년 6월 23일~1872년 4월 15일)은 미국 뉴햄프셔주 출신의 작곡가이자 음악 교육자이다. 〈은파〉(영어: Silvery Waves)의 작곡가로 널리 알려져 있다.
아내인 앤 와이먼은 소프라노였다.